# Braulle
Die Braulle ist ein Fluss in Frankreich, der im Département Cantal in der Region Auvergne-Rhône-Alpes verläuft. Sie entspringt unter dem Namen Ruisseau de Frayssi beim Weiler Ourzeau im südwestlichen Gemeindegebiet von Saint-Cernin, entwässert in einem Bogen von Südwest nach Nordwest und mündet nach rund 20 Kilometern im Gemeindegebiet von Saint-Victor als rechter Nebenfluss in die Etze.

## Orte am Fluss
(Reihenfolge in Fließrichtung)
- Frayssi, Gemeinde Saint-Cernin
- Freix-Anglards
- Ayrens
- Saint-Victor